# Afonso Pereira de Lacerda
Afonso Pereira de Lacerda est le 5e capitaine-major du Ceylan portugais.